# Heerlijkheid Cernay
Cernay (Duits: Sennheim) was een heerlijkheid in de Elzas.
De heerlijkheid Cernay wordt voor het eerst vermeld in een akte van het graafschap Ferrette, toen ze werd opgedragen aan het prinsbisdom Bazel. Samen met de heerlijkheid Pfirt kwam het in 1324 aan het Huis Habsburg, waardoor het een deel werd van Voor-Oostenrijk. In tegenstelling tot de andere Oostenrijkse bezittingen in de Elzas werd de heerlijkheid nooit verpand. 
Tijdens de Dertigjarige Oorlog werd Cernay bezet door Frankrijk en in 1642 beleende koning Lodewijk XIII van Frankrijk maarschalk Schoenbergh met de heerlijkheid. Deze familie werd later opgevolgd door de families van Reinach, van Gohr en van Clebsattel.
In het Verdrag van Münster van 1648 stond de keizer de bezittingen in de Elzas af, zodat de heerlijkheid definitief verloren was voor het Heilige Roomse Rijk en Oostenrijk.